# مک‌دانل داگلاس اف-۱۵ ایگل
مک‌دانل داگلاس اف-۱۵ ایگل، یک جنگنده تک‌سرنشین آمریکایی است که برای برتری هوایی به سفارش دولت آمریکا (برای نیروی هوایی و گارد ملی هوایی ایالات متحده آمریکا) طراحی و ساخته شده است. این هواپیما را شرکت مک‌دانل داگلاس که اکنون بخشی از شرکت بوئینگ است، می‌ساخت. اف-۱۵، جنگنده اصلی آمریکا برای مراقبت از مرزهای هوایی این کشور است.

## ساخت و توسعهٔ جنگندهٔ تاکتیکی اف-۱۵

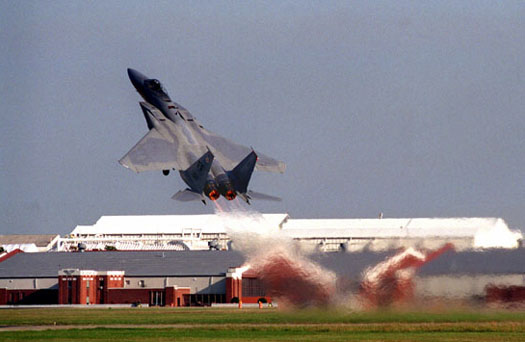
اف-۱۵ در حال خیز با روشن کردن حالت پس سوز

هواپیماهای جنگی جذابیتی خاص در مقایسه با دیگر هواپیماها از خود نشان می‌دهند به عنوان مثال در جنگ جهانی اول هواپیماهای جنگی دو باله، در جنگ جهانی دوم هواپیماهایی چون مسرشمیت ب‌اف ۱۰۹، اسپیت فایر، موستانگ و زیرو، جنگندهٔ اف-۸۶ که نقش خود را بر فراز کره نشان دادند و جنگنده مک‌دانل داگلاس اف-۴ فانتوم ۲ که در دههٔ ۱۹۶۰ زبانزد و معروف گردید و پس از آن جنگندهٔ تاکتیکی اف-۱۵ معروف به عقاب ساخته و ارائه شده‌است.
در واقع می‌توان گفت که قابلیت‌های استثنایی اف-۱۵ ناشی از ترکیب ویژگی‌های کارآمد است.
استفاده از دو موتور قدرتمند توربوفن با قدرت ۲۹,۰۰۰ پوند کشش (۱۳,۱۵۴ کیلوگرم) در ثبت اوج‌گیری و شتاب و دارا بودن یک سازه هوایی قوی که حاصل هزاران ساعت مطالعه و بررسی‌های رایانه‌ای و انجام آزمایش‌های تونل باد بوده و نیز استفاده از سطوح فرامین پروازی قوی که قابلیت پرواز را در این هواپیما خارق‌العاده ساخته است؛ همچنین استفاده از سامانهٔ هوایی دیجیتال و نصب یک رادار با برد بلند حدود ۱۰۰ مایل (۱۶۰کیلومتر) در اف-۱۵ و به‌کارگیری آخرین نوع رادار برد متوسط و استفاده از موشک‌های هوا به هوای اسپارو و کوتاه برد حرارت یاب سایدوایندر و مجهز شدن این جنگنده به توپ سرعت بالا، از آن یک عقاب با سرعت بالا ساخته است. توسعهٔ جنگنده اف-۱۵ با تولید هواپیماهای جدید روسی در سال ۱۹۶۷ هم‌زمان گردید و این در حالی بود که در همان زمان جنگنده‌های اف-۴ در ویتنام در گیر بودند؛ در واقع تحت این شرایط، نیروی هوایی ایالات متحده آمریکا به‌طور جدی ساخت جنگندهٔ اف-۱۵ را آغاز نمود. مدل دیگر از اف-۱۵، اف-۱۵ عقاب ضربتی نام دارد. مدل دیگری نیز با نام اف-۱۵ عقاب بیصدا (Silent Eagle) معرفی گشت ولی با کنسل شدن آن پروژه، هرگز به تولید نرسید.
این جنگنده در نیروی هوایی ایالات متحده آمریکا به احتمال تا سال ۲۰۳۰ به صورت عملیاتی حضور خواهد داشت و انتظار می‌رود سپس اف-۲۲ رپتور جایگزین اف-۱۵ شود.

## تاریخچه عملیاتی
نخستین شکار موفق این جنگنده در سال ۱۹۷۹ توسط خلبان نیروی هوایی اسرائیل صورت گرفت. طی عملیات اپرا در جنگ ایران و عراق که علیه تأسیسات هسته‌ای عراق صورت گرفت نیز اف-۱۵ها وظیفهٔ اسکورت سایر هواپیماهای اسرائیلی را بر عهده داشتند.
در اقدام ژوئن ۱۹۸۴ دو فروند اف-۱۵ نیروی هوایی سلطنتی سعودی در درگیری با دو جنگنده اف-۴ فانتوم ۲ ، یک فروند فانتوم ایرانی را سرنگون کردند. فانتوم دوم به علت نقص فنی حاصل از درگیری از رده خارج شد.

## کاربران

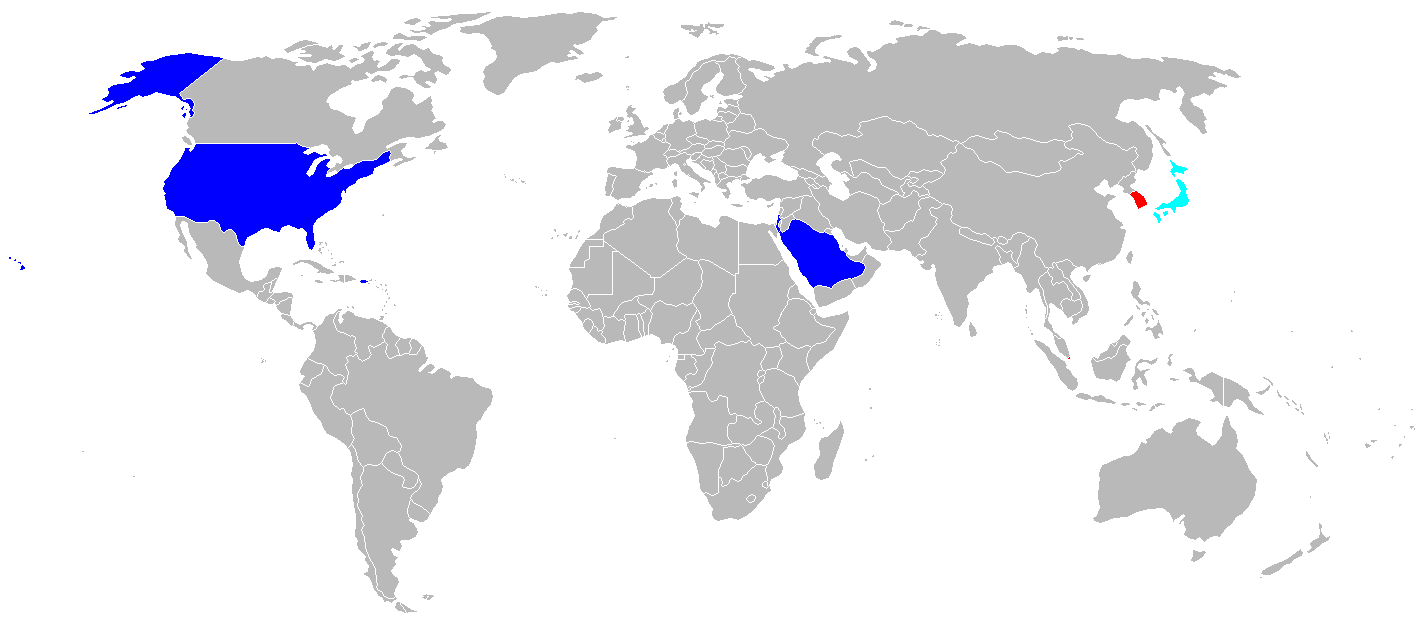
کاربران
اف-۱۵ ایگل
اف-۱۵ استرایک ایگل
هر دو نسخه

- ایالات متحده آمریکا: ۲۵۴ فروند
- ژاپن: ۱۵۷ فروند
- اسرائیل: ۸۶ فروند
- عربستان سعودی: ۶۹ فروند
- کره جنوبی: ۵۹ فروند
- سنگاپور: ۴۰ فروند

## مشخصات

### ویژگی‌های عمومی
- تعداد خدمه: ۱ در نسخه‌های بعدی تعداد خدمه به دو نفر افزایش یافته است
- طول: ۶۳ فوت و ۹ اینچ (۱۹٫۴۳ متر)
- پهنای بال: ۴۲ فوت و ۱۰ اینچ (۱۳٫۰۶ متر)
- ارتفاع: ۱۸ فوت و ۶ اینچ (۵٫۶۳ متر)
- مساحت بال: ۶۰۸ فوت مربع (۵۶٫۵ متر مربع)
- ماهیواره: root: NACA 64A006.6; tip: NACA 64A203
- وزن خالی: ۲۸٬۰۰۰ پوند (۱۲٬۷۰۱ کیلوگرم)
- وزن بارگیری: ۴۴٬۵۰۰ پوند (۲۰٬۱۸۵ کیلوگرم)
- بیشینه وزن برخاست: ۶۸٬۰۰۰ پوند (۳۰٬۸۴۴ کیلوگرم)
- گنجایش سوخت: ۱۳٬۴۵۵ پوند (۶٬۱۰۳ کیلوگرم) داخلی
- پیشرانه: ۲ × موتور پرات اند ویتنی F100-PW-100 یا F100-PW-220 (توربوفن با پس‌سوز)
- نیروی خشک: ۱۴٬۵۹۰ پوند (۶۴٫۹ کیلو نیوتن) در موتور پرات اند ویتنی اف۱۰۰ (هر کدام)
- نیرو با پس‌سوز: ۲۳٬۷۷۰ پوند (۱۰۵٫۷ کیلو نیوتن) در موتور PW-220 (هر کدام)

### کارایی
- سرعت بیشینه: در ارتفاع: ماخ ۲٫۵ (۱٬۶۵۰ مایل در ساعت، ۲٬۶۵۵ کیلومتر در ساعت)[۷]
  - در سطح دریا: ماخ ۱٫۲ (۹۲۱ مایل در ساعت، ۱٬۴۸۲ کیلومتر در ساعت)
- شعاع مبارزه: ۱٬۹۶۵ کیلومتر[۸]
- برد ترابری: ۵٬۶۰۰ کیلومتر (با سه مخزن ذخیره اضافه)
- سقف پروازی: ۶۵٬۰۰۰ فوت (۲۰٬۰۰۰ متر)
- نرخ اوج‌گیری: ۳۴۰٫۶ متر بر ثانیه (با سه پایلون)
- بارگیری‌بال: ۷۳٫۱ پوند بر فوت مربع (۳۵۷ کیلوگرم بر متر مربع)
- نسبت نیرو به وزن: ۱٫۰۷ (۱٫۲۶ با مهمات کامل و ۵۰ درصد باک سوخت)
- بازه تحمل شتاب گرانش: ۹٫۰+

جنگنده اف-۱۵ ایگل با ثبت رکورد نرخ شکست به موفقیت ۰–۹۵ در نبردهای برتری هوایی یکی از موفق‌ترین جنگنده توسعه‌یافته توسط بشر تا به امروز است.

### جنگ‌افزارها
یک توپ ۲۰ میلی‌متری ام۶۱ والکان چهار موشک هوا به هوای ایم-۹ سایدوایندر با هدایت حرارتی و چهار موشک ایم-۷ اسپارو با هدایت راداری نیم فعال یا هشت موشک ایم-۱۲۰ آمرام و شش موشک هدایت اپتیکی ای‌جی‌ام-۶۵ ماوریک و چهار موشک ضد رادار ای‌جی‌ام-۸۸ هارم و شانزده بمب هدایت ماهواره‌ای جی‌بی‌یو-۵۴ جیدم یا شانزده بمب هدایت پذیر جی‌بی‌یو-۳۸ اس‌دی‌بی.

## نگارخانه

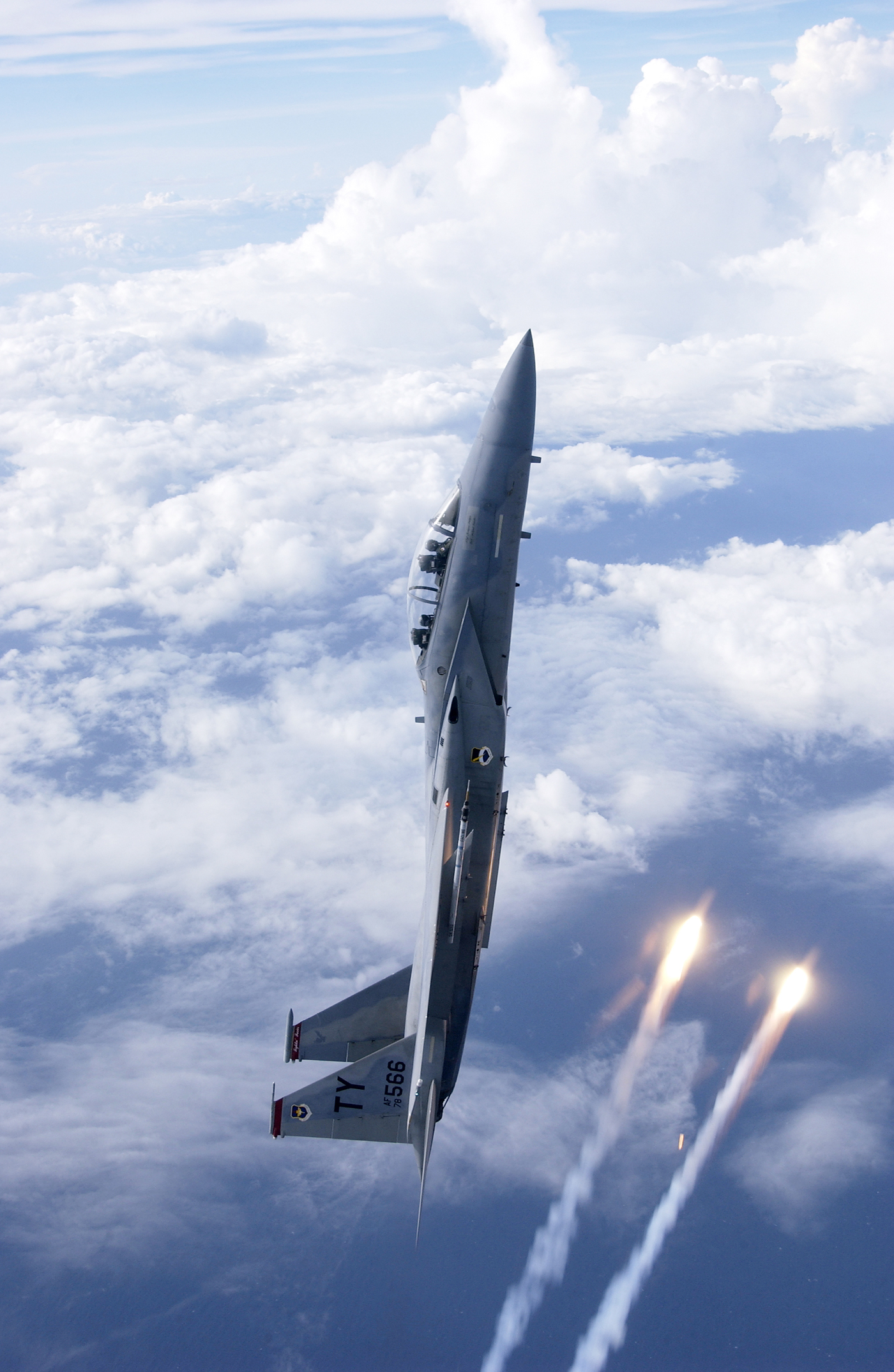
جنگنده اف-۱۵ در حال صعود و رها کردن شراره (فلیر)
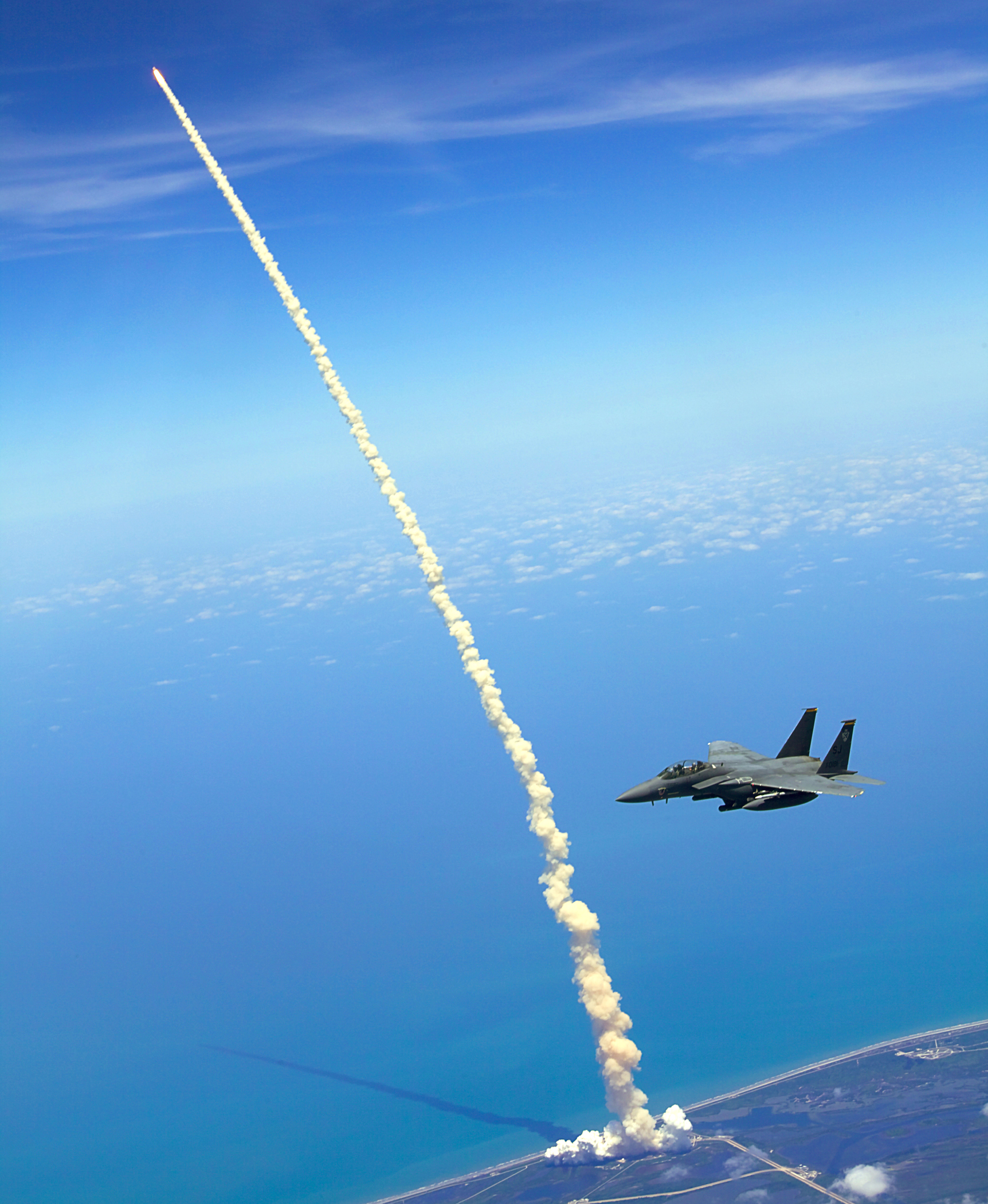
گشت زاخاری بارتو که به‌عنوان یک جنگنده مک‌دانل داگلاس اف-۱۵ ایگل از فضاپیمای آتلانتیس پرتاب شده، و در حال گشت‌زنی در حریم هوایی مرکز فضایی کندی در فلوریدا است.
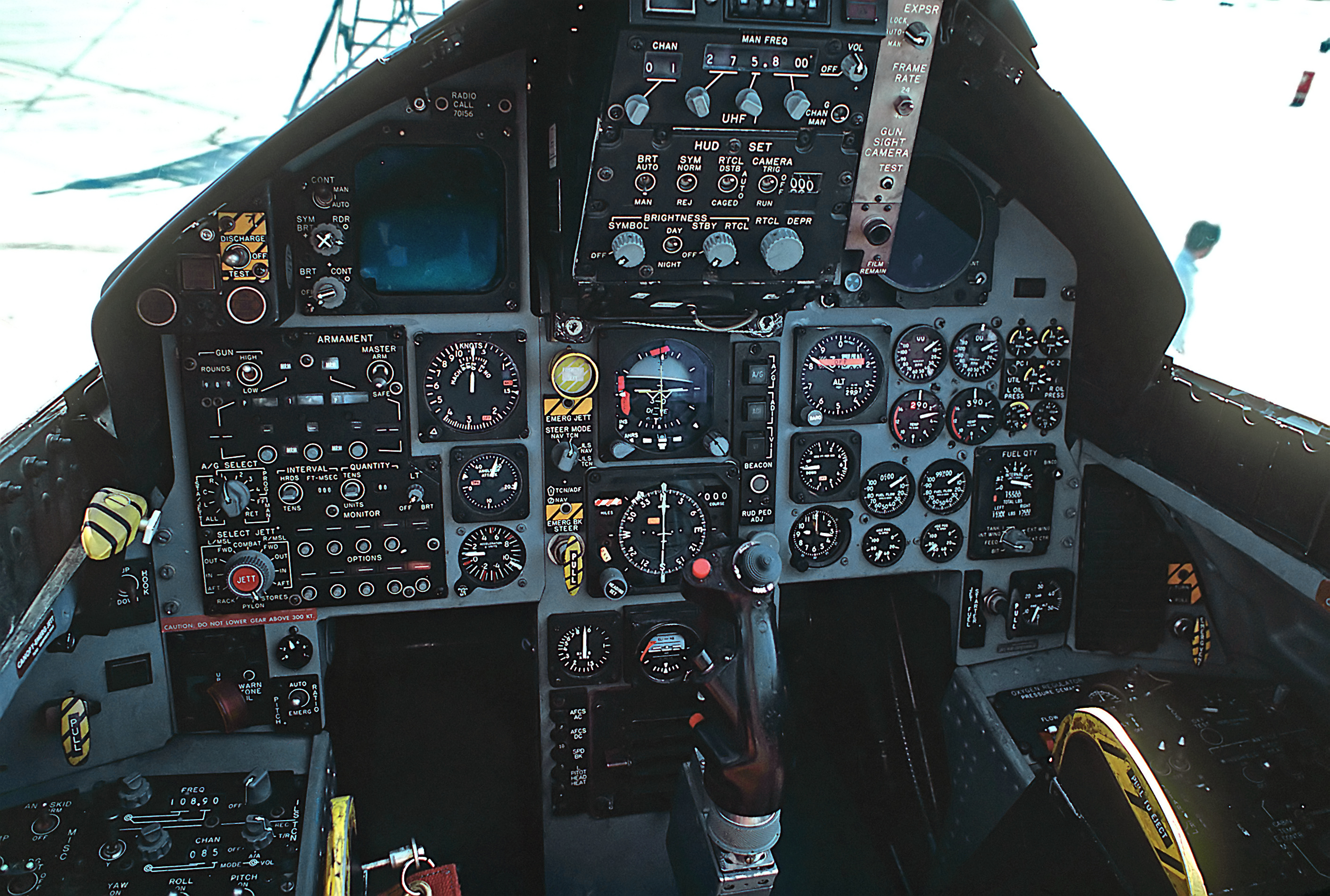
کابین اف-۱۵ ایگل
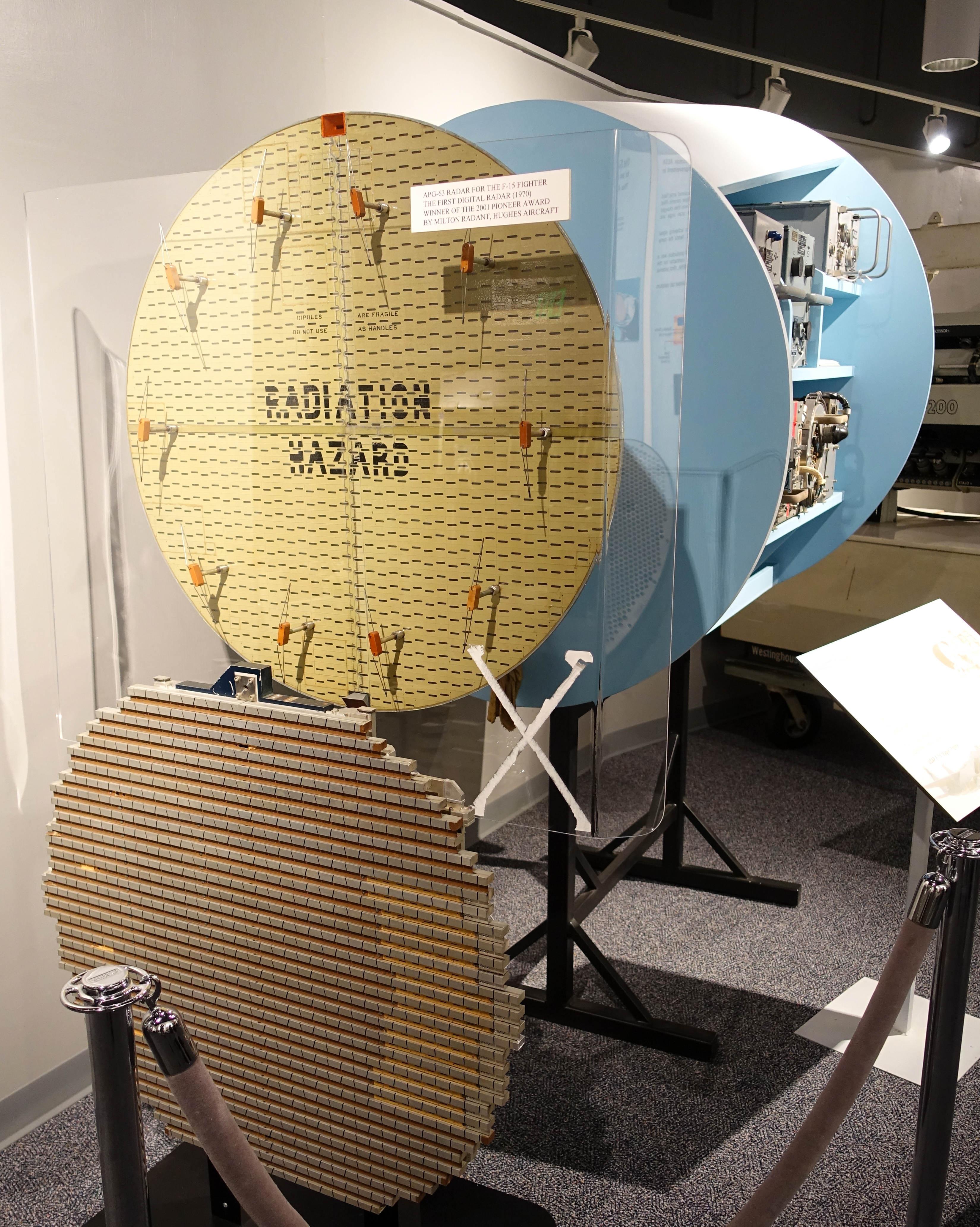
رادار اف۱۵
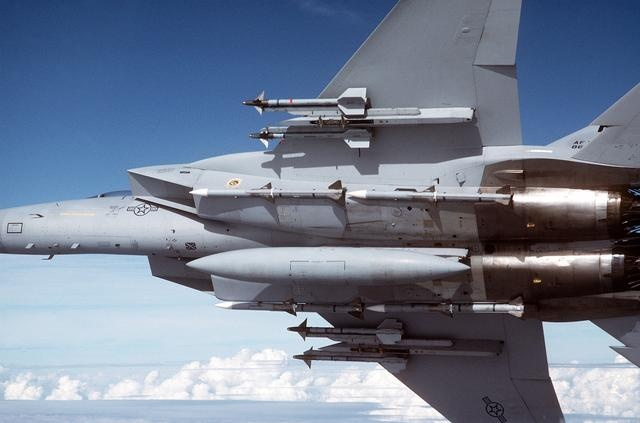
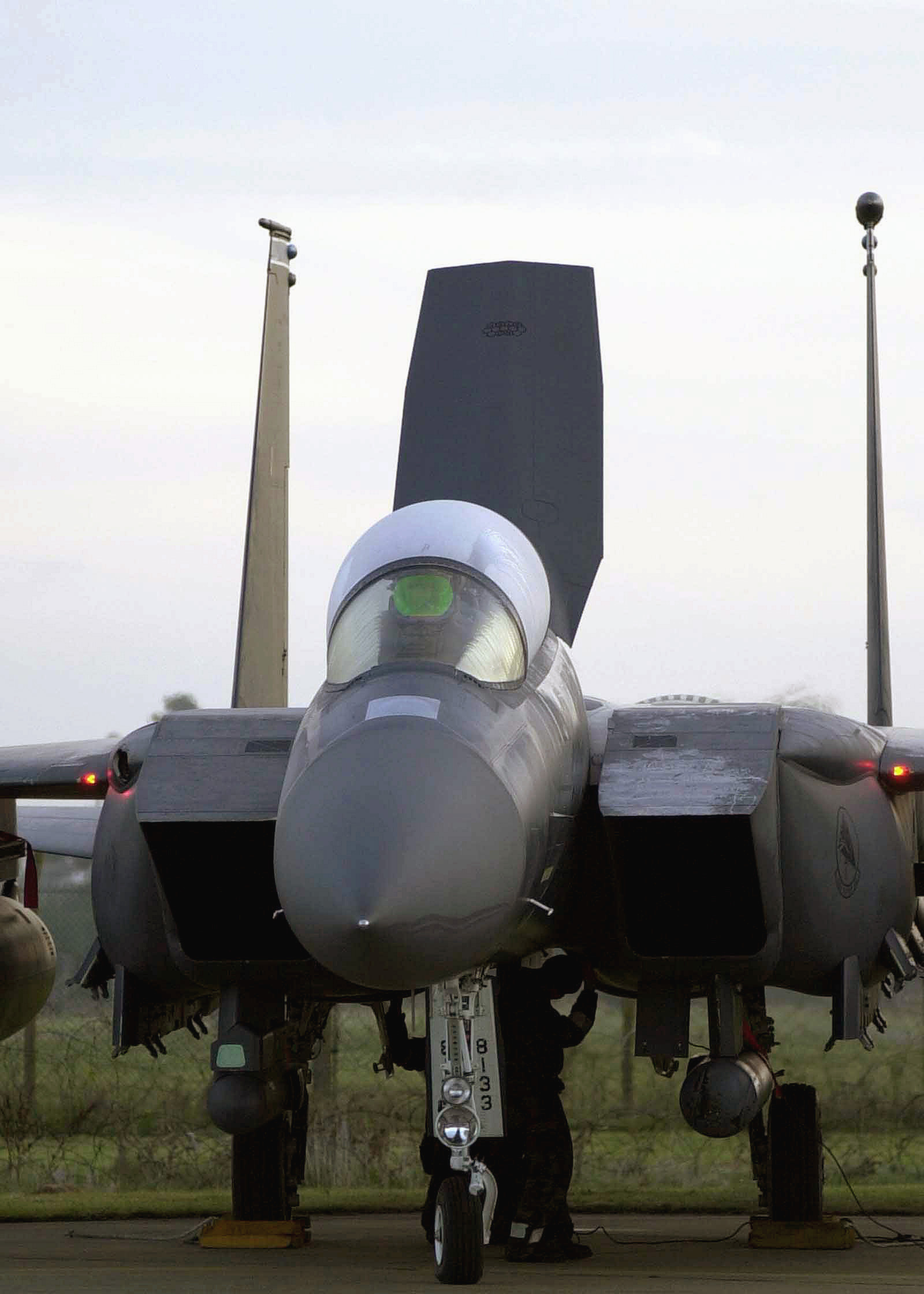
ترمز فرود
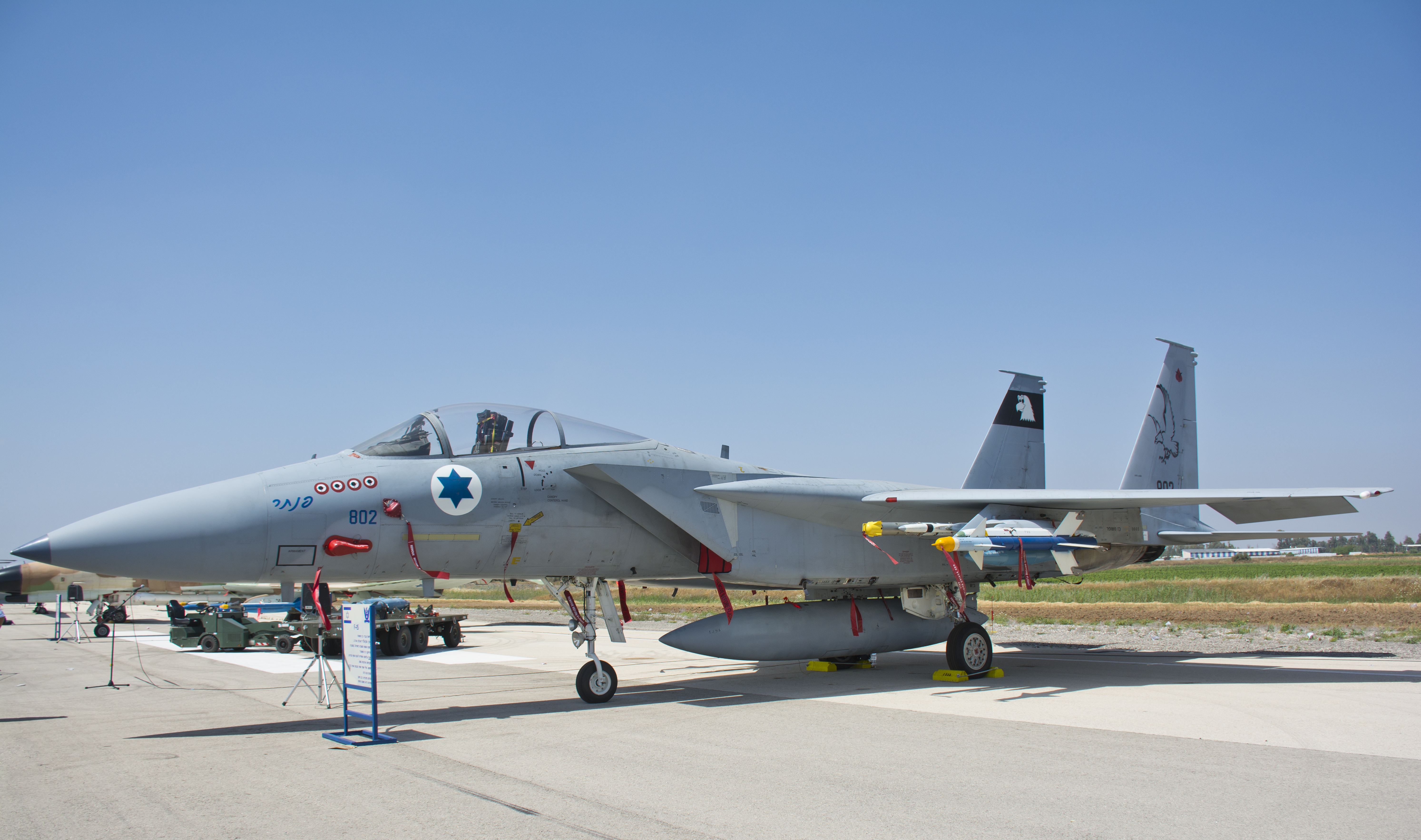
اف ۱۵ اسرائیل در روز سالروز استقلال اسرائیل
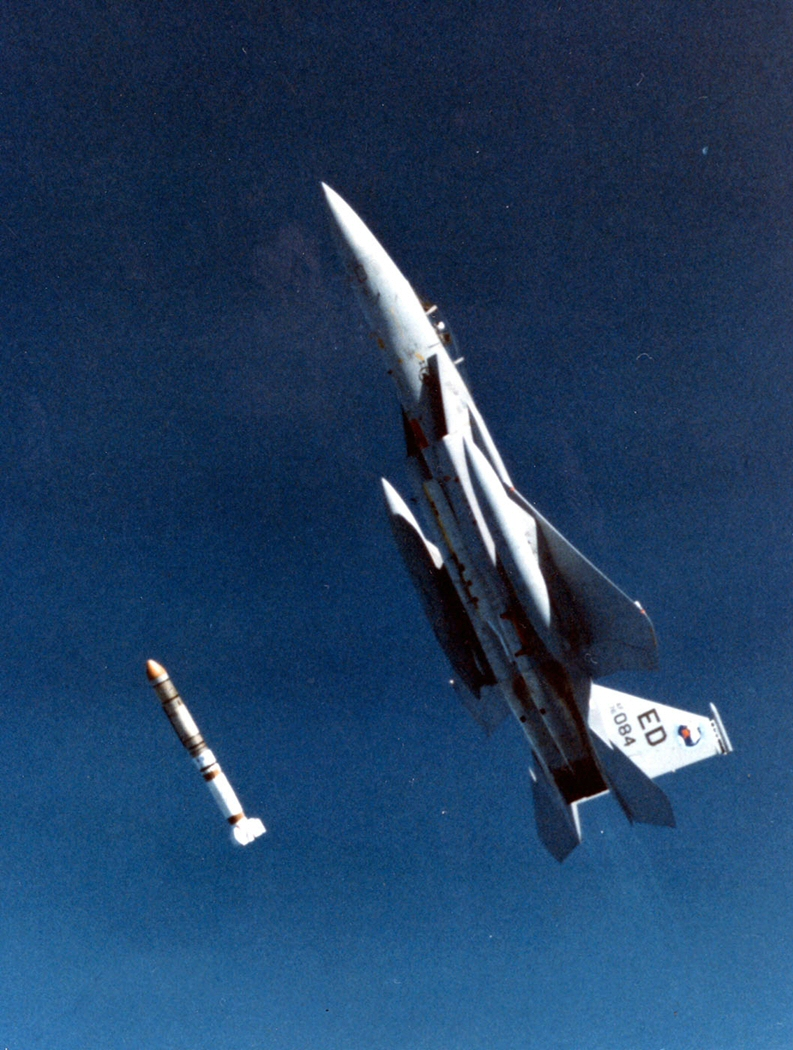
درحال پرتاب موشک ضد ماهوارهٔ ای اس ام ۱۳۵ ای ست
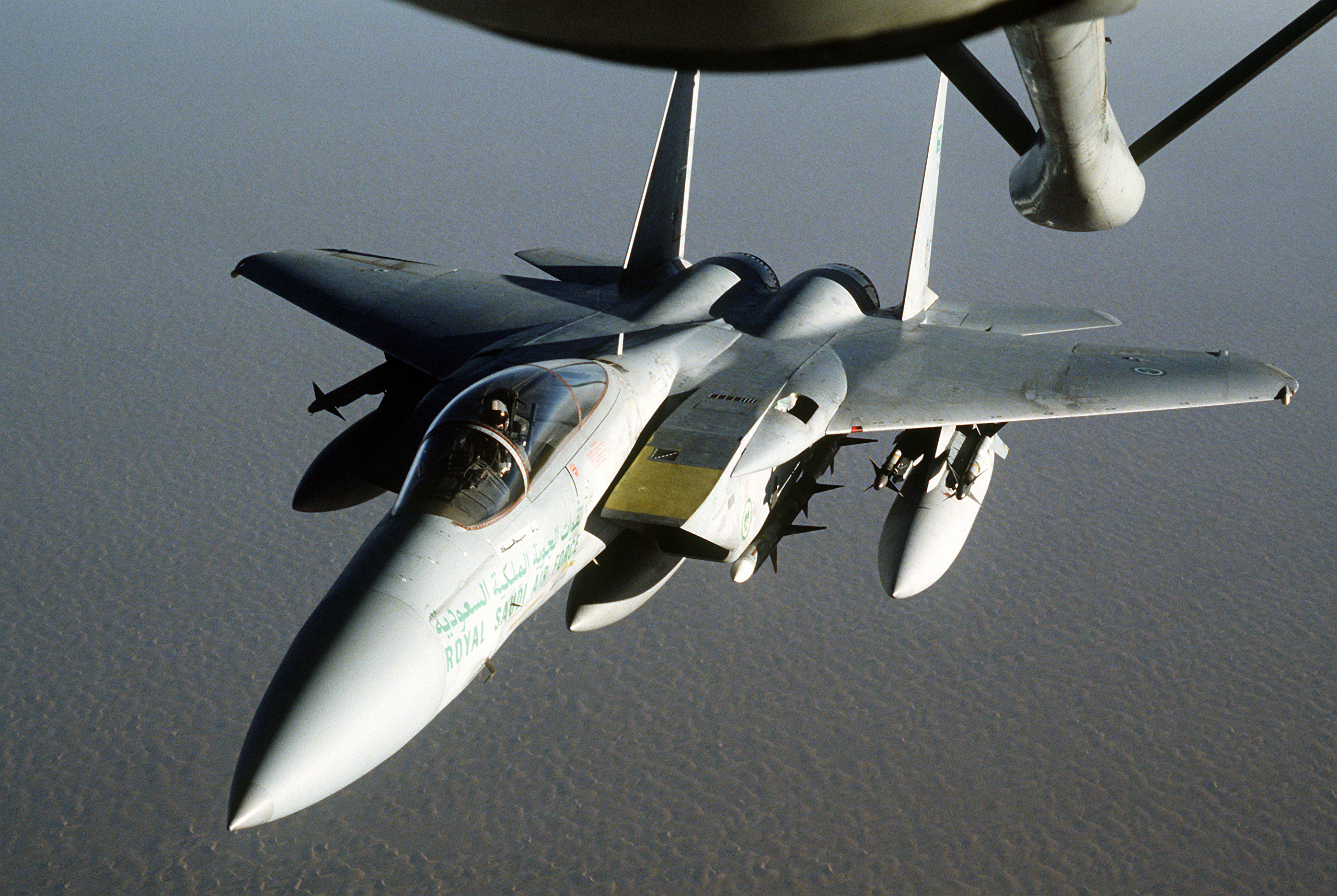
سوختگیری
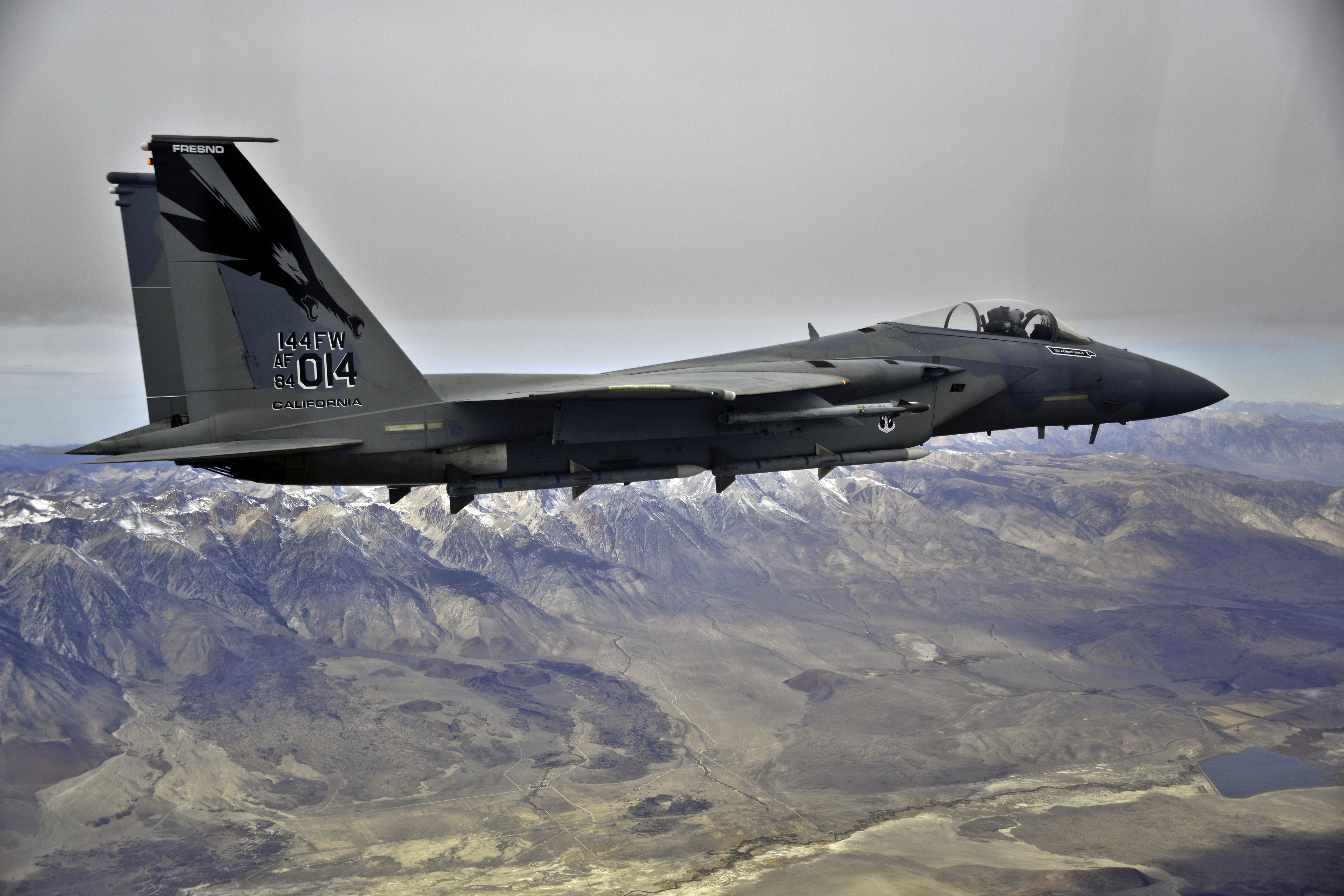
اف۱۵ آمریکا
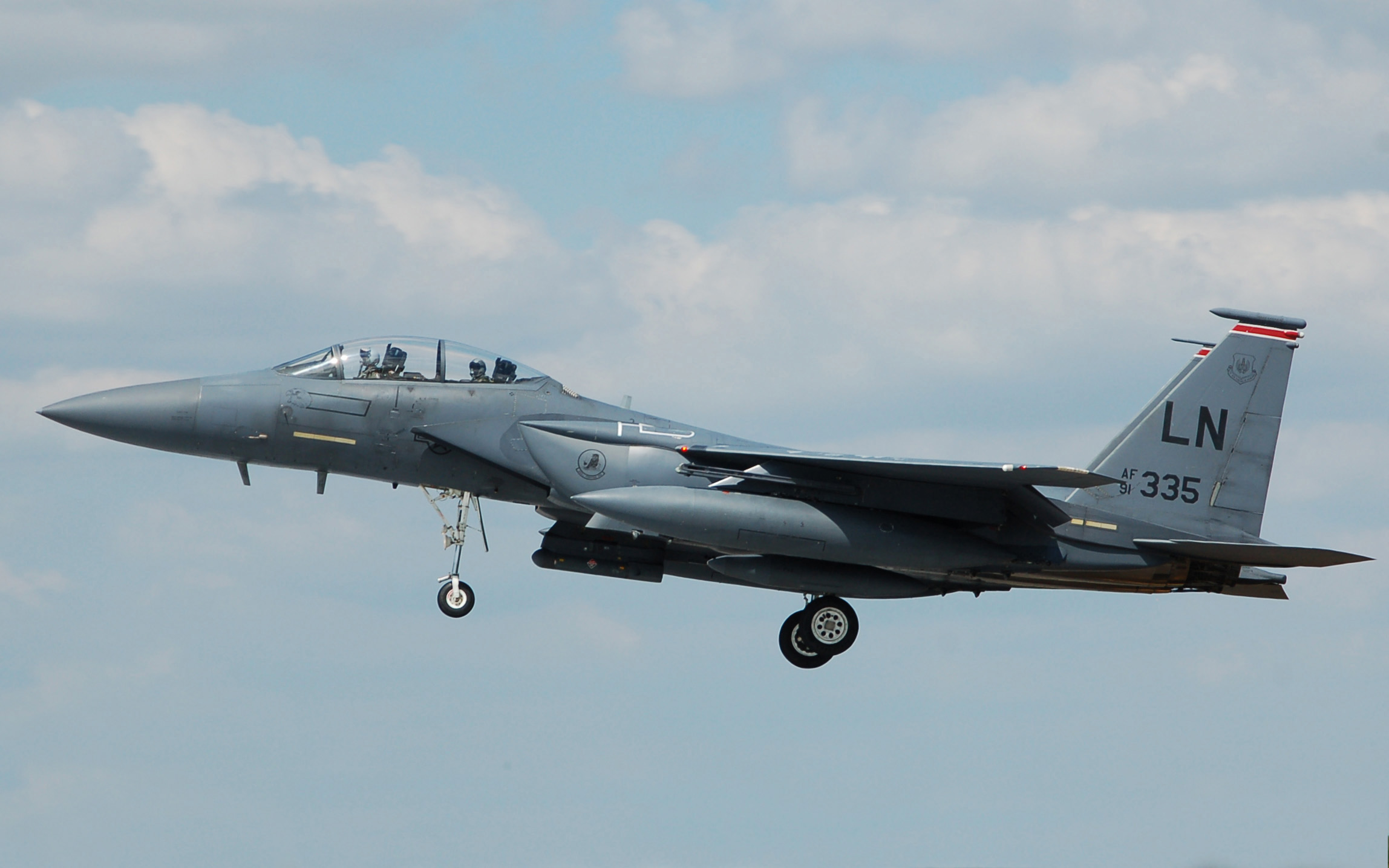
اف۱۵ بریتانیا
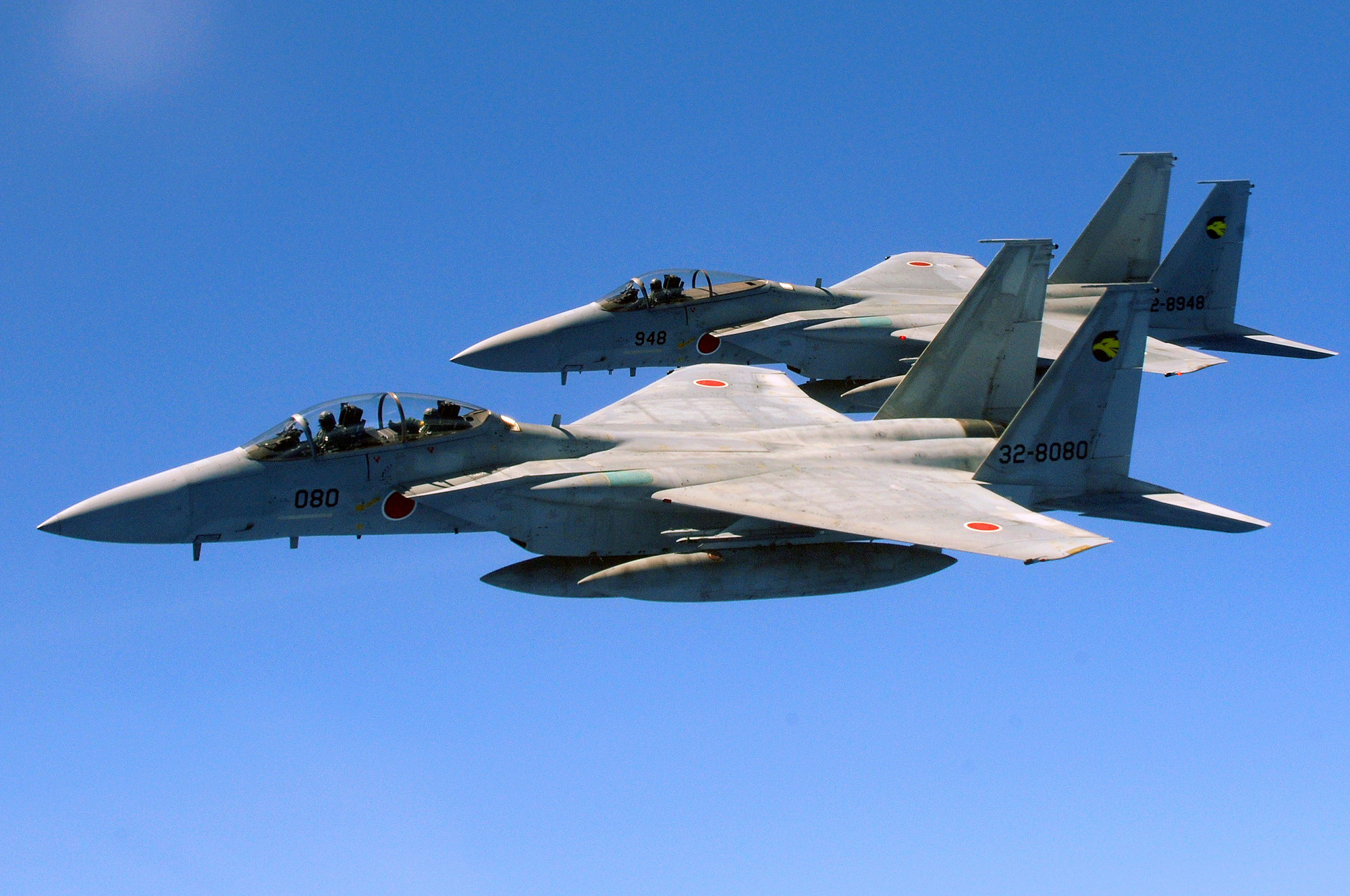
نیرو هوایی ژاپن
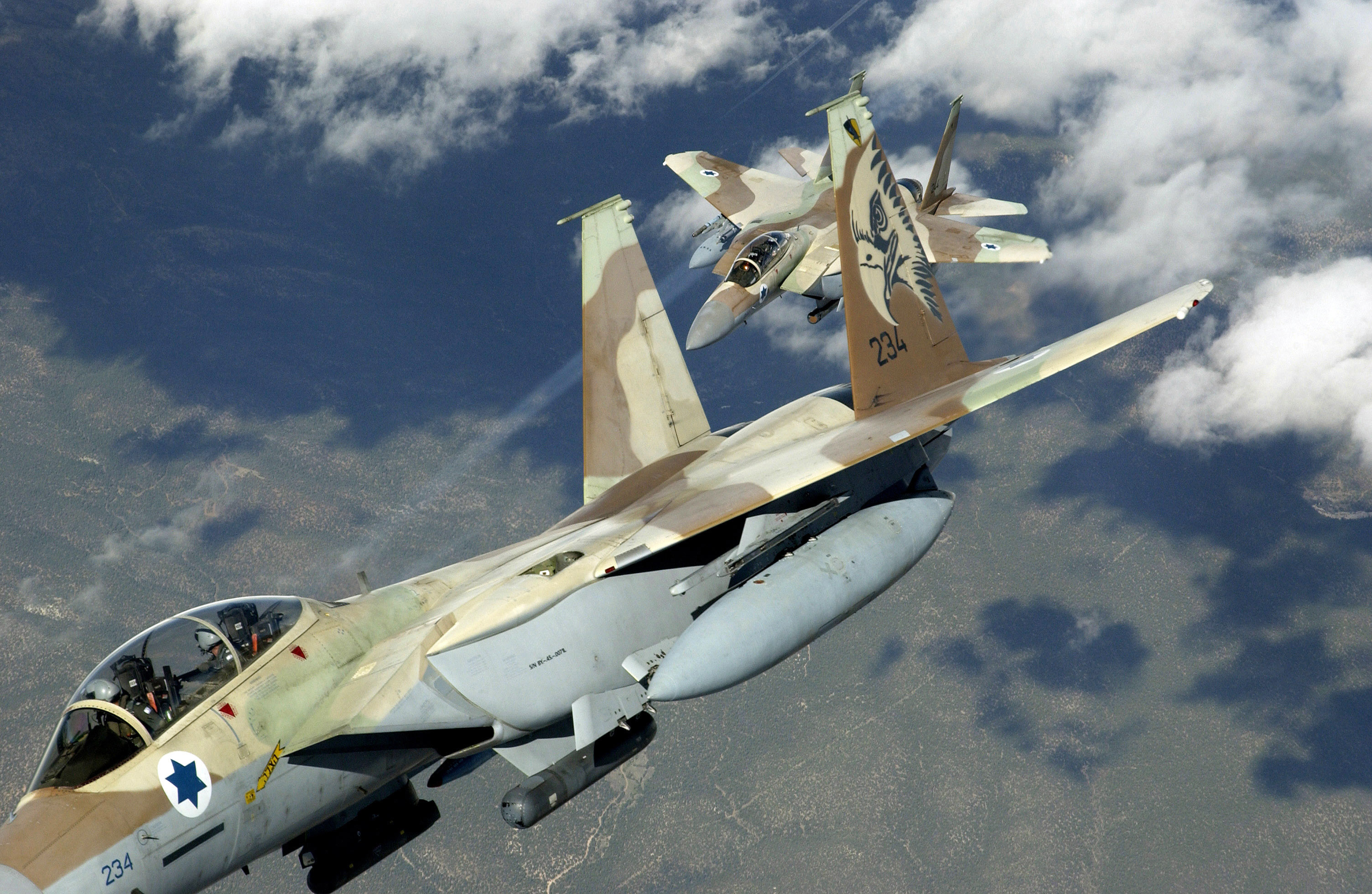
نیرو هوایی اسرائیل
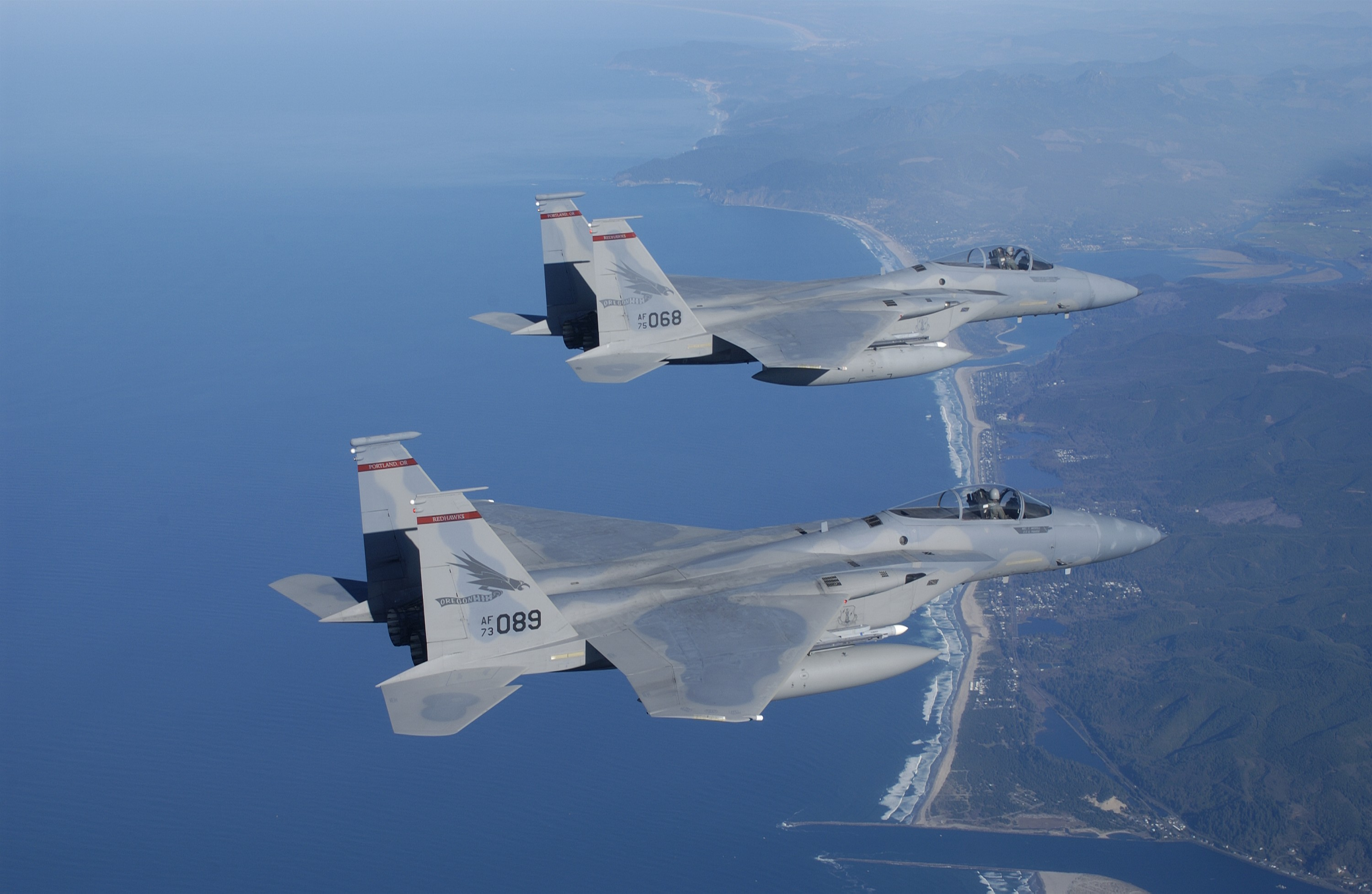
خلیج اوریگن آمریکا
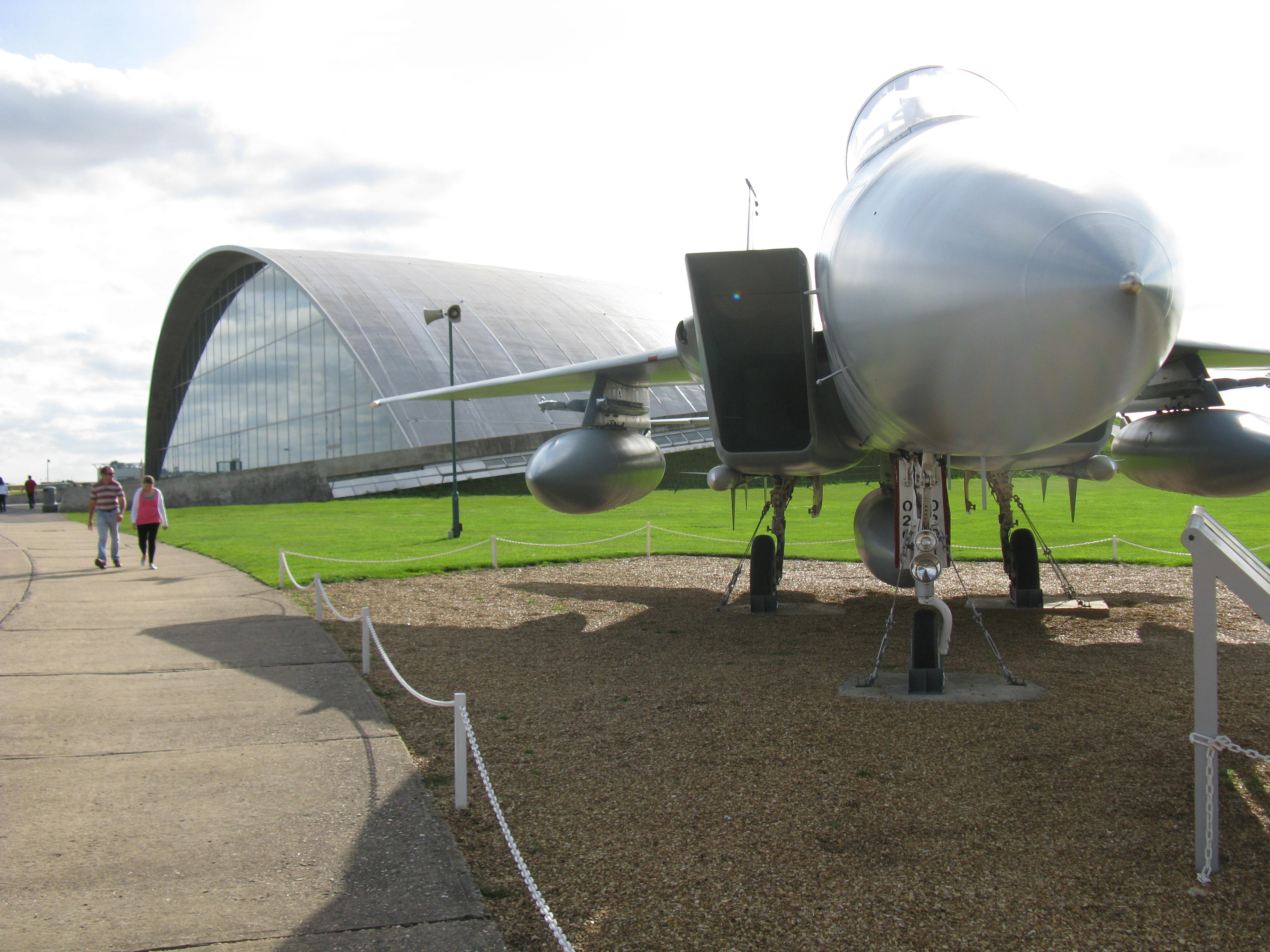
موزه جنگ آمریکا
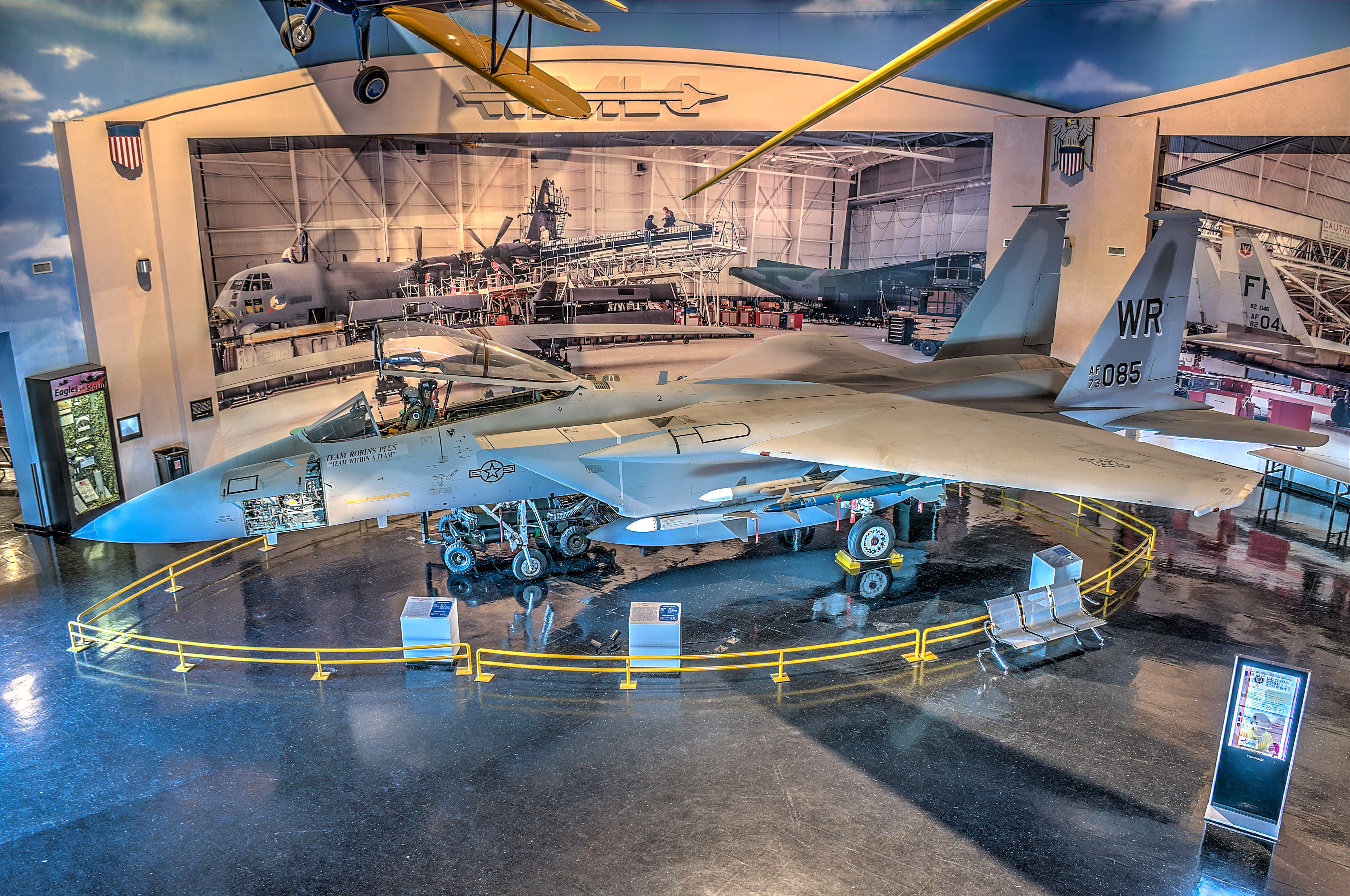
یک موزه صنایع هوایی در آمریکا
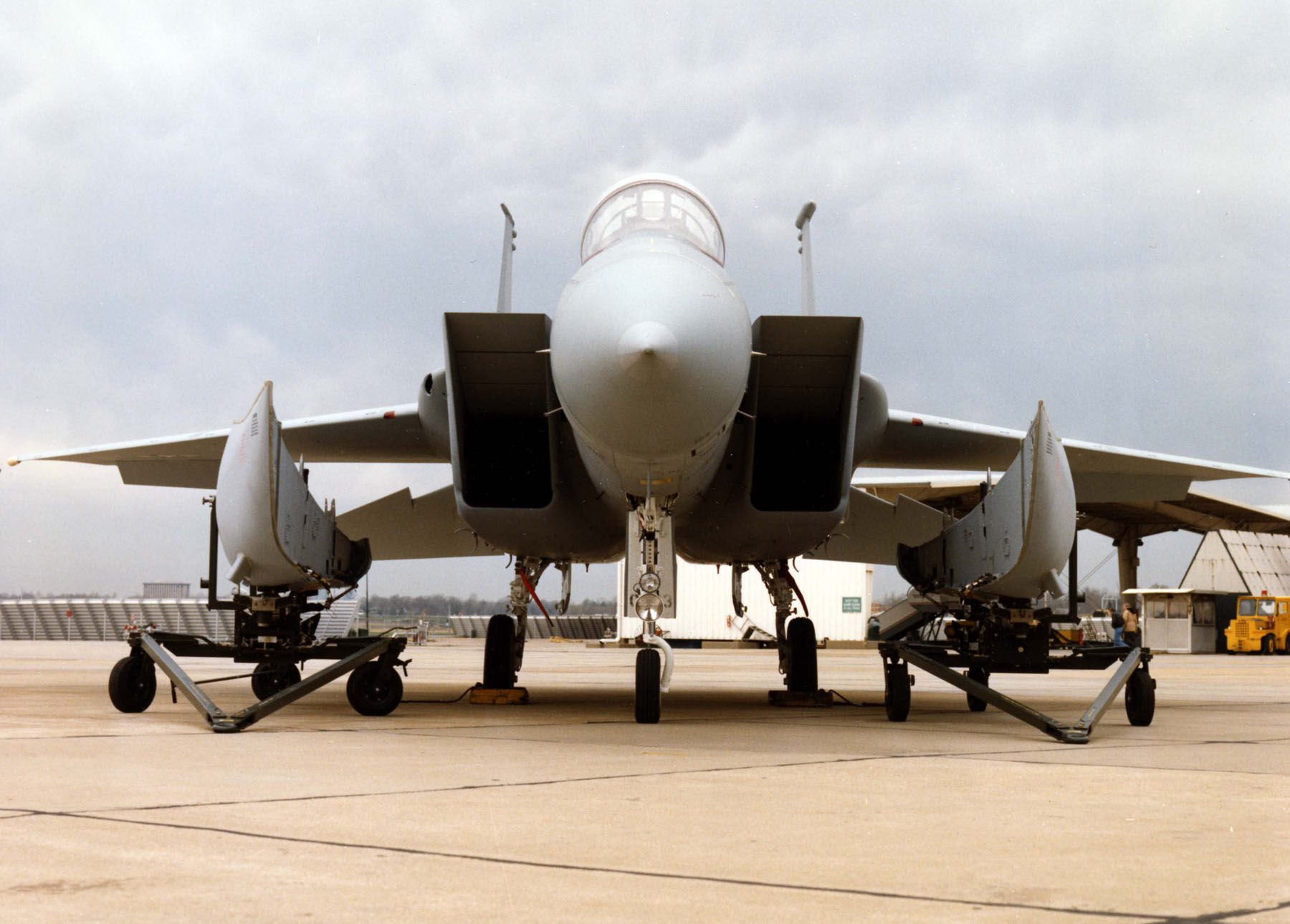
یک اف-۱۵ با دو مخزن سوخت اضافه